# ملبري
ملبري (بالإنجليزية: Mulberry)‏ هي مدينة أمريكية تقع في ولاية فلوريدا. تبلغ مساحة هذه المدينة 8.3 (كم²)،ويبلغ عدد سكانها 3230 نسمة حسب إحصاء سنة 2010 م 3230.تشير إحصاءات سنة 2000م بأن الكثافة السكانية في هذه المدينة تقدر بـ(389.2) نسمة/كم2 